# ムギワラトキ

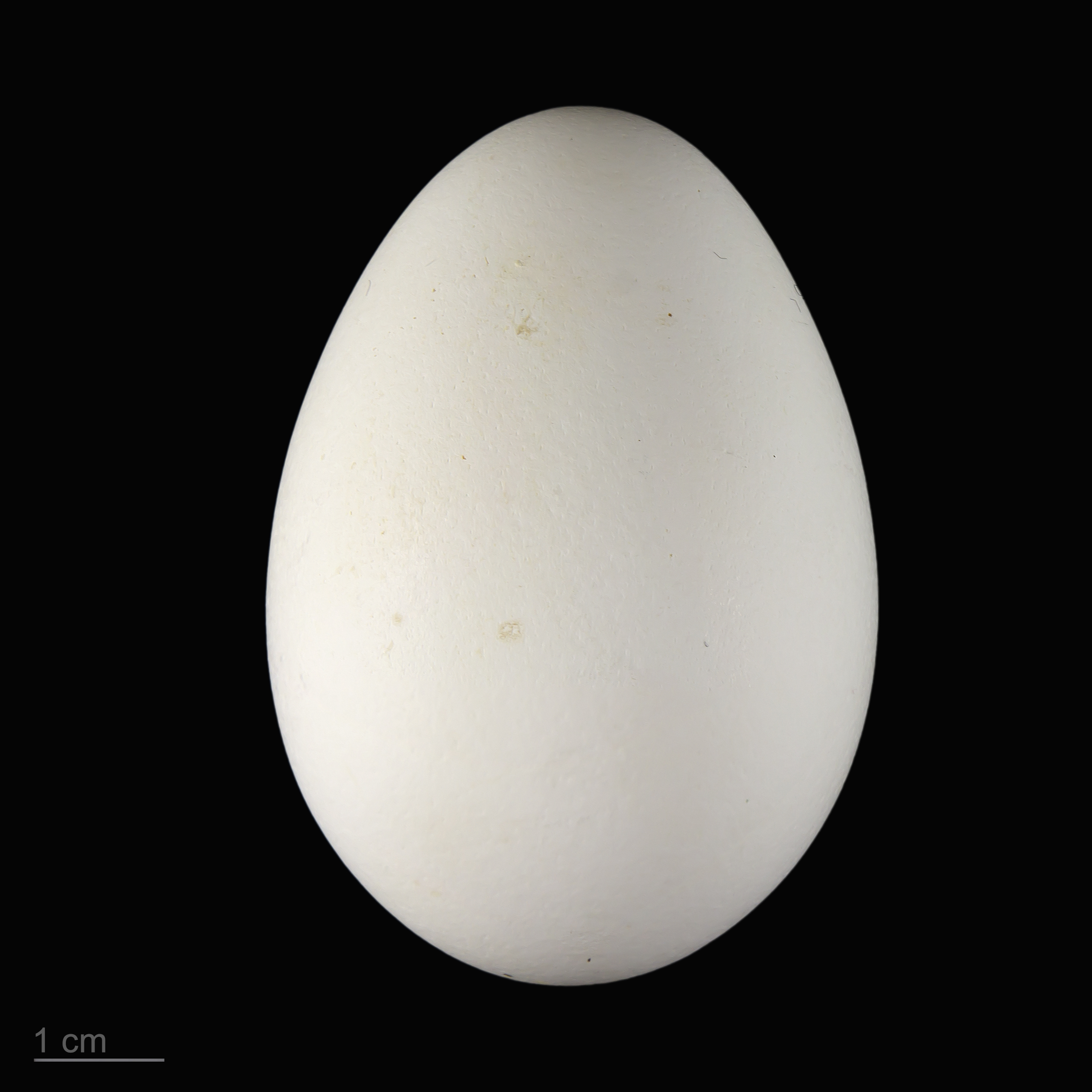
ムギワラトキの卵

ムギワラトキ（麦藁朱鷺、学名Threskiornis spinicollis）は、ペリカン目トキ科に分類される鳥類の一種。

## 分布
主にオーストラリア大陸に分布。また、非繁殖個体がニューギニア島南部やタスマニア島に現れることがある。

## 形態
体長59-76cm、体重1100-1500g、翼開長100-120cm。オスの方が身体が大きく、くちばしも長い。同属他種が基本的に白と黒のツートンカラーであるのに対し、本種は構造色により様々に色合いが変化する暗褐色の羽毛で覆われるのが特徴である。体色に季節変化はない。上胸に房状の黄色の飾羽がある。これが麦藁のように見えることが英名や和名の由来である。

## 生態
牧草地、農地、疎林、乾燥草原など水辺を離れたところから、沼沢地、湖沼沿岸、河床、氾濫原など水辺の環境まで広く生息しているが、海岸や塩水環境ではめったに見られない。餌は昆虫類・クモ類・甲殻類・陸生貝類・カエル・魚などで、場合によってはヘビ類・小型齧歯類や人間のゴミも餌とする。
繁殖期はその地域の水量に大きな影響を受けるため変異に富む。オーストラリア大陸南部では8月から12月とある程度決まっているが、中部・北部では一年を通して繁殖が報告されている。繁殖は時には数千を超えるペアで集団で行われる。産卵数は2-5個、孵化まではおよそ3週間半。ヒナは黒みがかった綿毛で、頭部と頸部が特に暗色である。ヒナは約28日で巣立ちする。

## 人間との関係
生息地では、春から初夏にかけて群れで農作物の害虫（バッタなど）を捕食するため、益鳥として保護されている。

## 保護上の位置づけ
LEAST CONCERN (IUCN Red List Ver. 3.1 (2001))